# Ẫ
Ẫ (minuscule : ẫ), appelé A accent circonflexe tilde, est une lettre latine utilisée dans l’écriture du vietnamien.
Il s’agit de la lettre A diacritée d’un accent circonflexe et d’un tilde.

## Utilisation
En vietnamien, le A circonflexe ‹ Â, â › représente la voyelle /ə/ et le tilde indique un ton montant glottalisé.

## Représentations informatiques
Le A accent circonflexe tilde peut être représenté avec les caractères Unicode suivants : 
- précomposé (latin étendu additionnel) :

| formes    | représentations | chaînes de caractères | points de code | descriptions                                          |
| --------- | --------------- | --------------------- | -------------- | ----------------------------------------------------- |
| capitale  | Ẫ               | Ẫ                     | U+1EAA         | lettre majuscule latine a accent circonflexe et tilde |
| minuscule | ẫ               | ẫ                     | U+1EAB         | lettre minuscule latine a accent circonflexe et tilde |

- décomposé et normalisé NFD (latin de base, diacritiques)[1],[2] :

| formes    | représentations | chaînes de caractères | points de code       | descriptions                                                               |
| --------- | --------------- | --------------------- | -------------------- | -------------------------------------------------------------------------- |
| capitale  | Ẫ               | A◌̂◌̃                   | U+0041 U+0302 U+0303 | lettre majuscule latine a diacritique accent circonflexe diacritique tilde |
| minuscule | ẫ               | a◌̂◌̃                   | U+0061 U+0302 U+0303 | lettre minuscule latine a diacritique accent circonflexe diacritique tilde |